# Oppiella nova
Oppiella nova is een mijtensoort uit de familie van de Oppiidae. De wetenschappelijke naam van de soort is voor het eerst geldig gepubliceerd in 1902 door Oudemans.